# 스가하라 다로
스가하라 다로(일본어: 菅原 太郎, 1981년 6월 14일 ~ )는 일본의 전 축구 선수이다.

## 구단 경력
과거 미라소우, 가시와 레이솔, 비셀 고베, 사간 도스, 에히메 FC, 츠바이겐 가나자와, 그루자 모리오카, 블라우블리츠 아키타, 소니 센다이에서 활동하였다.